# Chauffours
Chauffours település Franciaországban, Eure-et-Loir megyében. Lakosainak száma 290 fő (2022. január 1.). Chauffours Bailleau-le-Pin, Nogent-sur-Eure, Ollé és Saint-Georges-sur-Eure községekkel határos.

## Népesség
A település népességének változása:
| Lakosok száma | 159  | 236  | 244  | 291  | 282  | 278  | 276  | 275  | 281  | 290  |
|               | 1968 | 1982 | 1990 | 2006 | 2013 | 2015 | 2017 | 2019 | 2020 | 2022 |